# Bagnols-sur-Cèze
Bagnols-sur-Cèze este o comună în departamentul Gard din sudul Franței. În 2009 avea o populație de 18.105 de locuitori.

## Evoluția populației
| An        | 1975   | 1982   | 1990   | 1999   | 2006   | 2009   |
| --------- | ------ | ------ | ------ | ------ | ------ | ------ |
| Populație | 17.534 | 17.602 | 17.872 | 18.103 | 18.545 | 18.105 |